# Fagnampleu
Fagnampleu est une sous-préfecture à l'ouest de la Côte d'Ivoire dans la région du Tonkpi.  La sous-préfecture de Fagnampleu est une localité du département de Man. Sa population globale était estimée à environ 2 967 habitants en 2014.
Fagnampleu était une commune jusqu'en 2012, où elle perd se titre lors de la suppression de 1126 communes sur 1323 par le gouvernement afin de renforcer sa politique de décentralisation. 

## Villages
La sous-préfecture de Fagnampleu est constituée de quatre villages avec les populations respectives en 2014 :
1. Douagouin, avec 458 habitants,
2. Gangbapleu, avec 373 habitants,
3. Glayogouin, avec 435 habitants,
4. Fagnampleu, avec 1 701 habitants.